# 48º Reggimento fanteria "Ferrara"
Il 48º Reggimento fanteria "Ferrara" è stata un'unità militare del Regio Esercito Italiano e successivamente dell'Esercito Italiano.

## Storia

### Le origini
Discende dalla Colonna Mobile delle Romagne formata in Bologna, con elementi volontari, dal Governo Provvisorio il 2 luglio 1859; divisasi in due frazioni, le stesse dal 1º ottobre sono organizzate in due reggimenti. La 2ª colonna mobile prende nome di 26º Reggimento Fanteria ed accoppiata al 25° (già 1ª colonna mobile) costituisce la nuova Brigata "Ferrara" nell'Esercito della Lega dell'Italia Centrale.

### Nella seconda guerra mondiale (1939-1945)
Con l'attuazione della legge 11 marzo 1926 sull'ordinamento dell'esercito, viene sciolto il 30 settembre 1926.
Il 48º reggimento Fanteria "Ferrara" viene ricostituito il 1º luglio 1937 ed è assegnato alla III Brigata di Fanteria. Costituite le divisioni binarie, il 28 marzo 1939 il reggimento entra nella Divisione di Fanteria "Murge" assieme al 47º Reggimento Fanteria e 14º Reggimento Artiglieria per d.f.; la G. U. il 24 maggio dello stesso anno cambia il proprio nominativo in quello di Divisione di Fanteria "Ferrara" (23ª) e come tale prende poi parte al secondo conflitto mondiale. Il 15 aprile 1939 la Divisione, inviata in Albania, partecipa alla occupazione del territorio.
Guerra 1940-43
1940/41 - Il 10 giugno 1940 il reggimento ha in organico: comando e compagnia comando, tre battaglioni fucilieri, compagnia mortai da 81, batteria armi di accompagnamento da 65/17 e risulta schierato sul fronte greco-albanese. Combatte nelle battaglie di Kalibaki, Makricampos, Sella Radati, Tepeleni, Golico.
1942/43 - È dislocato in Montenegro con compiti di presidio e compie numerose operazioni di controguerriglia. Viene sciolto l'8 settembre 1943 a seguito degli eventi che determinarono l'armistizio.

### La storia recente

Fregio dell'Arma di Fanteria dell'Esercito Italiano (usato per la Fanteria di Linea)

Riorganizzato come battaglione, ha avuto sede presso la caserma "Milano" a Bari, fino al riordinamento generale dell'Esercito italiano avvenuto nel 1991.

## Onorificenze

### Decorazioni alla Bandiera di Guerra
Falange temprata, traeva dalle auree insegne della passata guerra, motivo di nuova gloria. in giorni di epica lotta, i suoi fanti, degni del loro motto "Fede e Valore", travolgevano di slancio il nemico fino ad affrontarlo in un formidabile campo trincerato (Borgo Tellini - Kalibaki), che attaccavano con tenacia e notevoli sacrifici di sangue, conquistando posizioni saldamente e tenacemente contese (lago Zerovina - quota 1201 - Burtopa - fiume Kalibaki - quota 935 - fiume Kormos - quota 899 (profeta Elia) - Ripitisti - Gribiani). Di fronte a violenti contrattacchi nemici, condotti con forze soverchianti, contendevano il terreno palmo a palmo, facendo dei loro petti valido baluardo contro cui l’avanzata nemica s’infranse e si arrestò con perdite rilevanti. Nell’offensiva di aprile, con mirabile slancio travolgevano le resistenze accanite ed ostinate opposte dal nemico e il 17 raggiungevano Argirocastro, catturando prigionieri ed ingente bottino (Doliana - Vesane - Makricampos - Cippo 21 - M. Bureto - Quota 1640 - Sella Radati - Tepeleni - Lekeli). Fronte greco, 28 ottobre 1940 - 23 aprile 1941

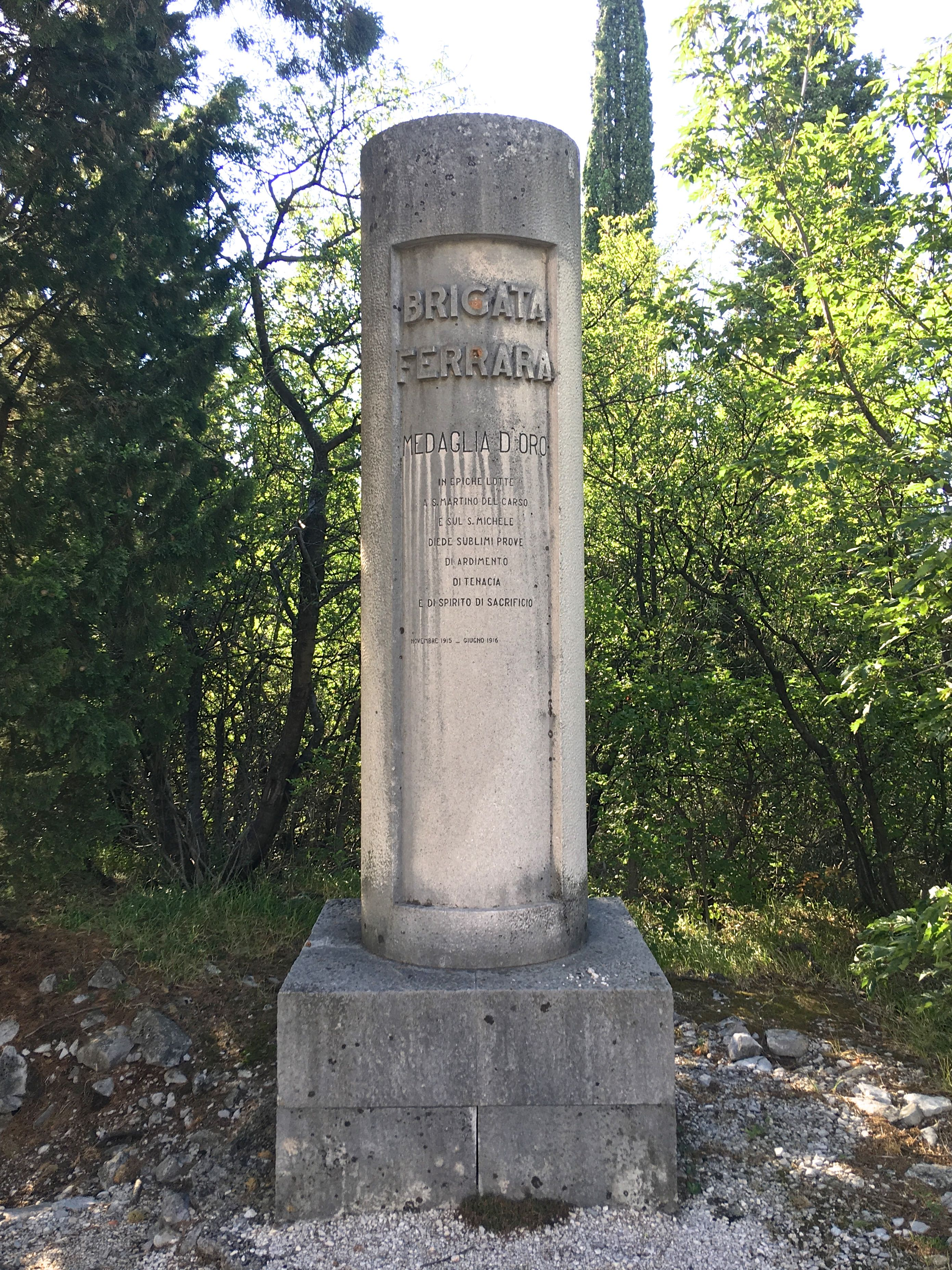
Il cippo sul Monte San Michele

### Decorati
- Bernardo Barbiellini Amidei
- Eugenio Frate

## Stemma
Scudo Partito: nel primo troncato di nero e d'argento; nel secondo partito di rosso e d'argento, al destrocherio armato d'argento tenente un ramoscello d'ulivo di verde posto in palo; al capo d'oro carico di un palo d 'azzurro.
Corona turrita.
Ornamenti esteriori:
lista bifida: d'oro, svolazzante, collocata sotto la punta dello scudo, incurvata con la concavità rivolta verso l'alto, riportante il motto: "FEDE E VALORE"
onorificenza: accollata alla punta dello scudo con l'insegna dell'Ordine Militare d'Italia pendente al centro del nastro con i colori della stessa.
nastri rappresentativi delle ricompense al Valore:

## Insegne e Simboli
- Il Reggimento indossa il fregio della Fanteria (composto da due fucili incrociati sormontati da una bomba con una fiamma dritta). Al centro nel tondino è riportato il numero "48".
- Le mostrine del reggimento sono rettangolari di colore azzurro con due bande laterali rosse. Alla base della mostrina si trova la stella argentata a 5 punte bordata di nero, simbolo delle forze armate italiane.

## Motto del Reggimento
Fede e Valore

## Persone legate al Reggimento
- Alessandro Pedemonti